# 非洲圖書館協會
非洲圖書館協會（African Library and Information Associations and Institutions，AfLIA）是一个国际非营利组织，总部位於加纳阿克拉。许多非洲图书馆和信息行業的人士多年来一直在酝酿和讨论成立一个推進非洲圖書館和信息行業發展的协会，但直到2013年該組織才成立。

## 外部連結
- Official Website （页面存档备份，存于）
- Annual Reports （页面存档备份，存于）